# الطريق السيار شرق-غرب (الجزائر)
| الطريق السيارة رقم 1 |                                                                           |
| الطريق السيار شرق-غرب |                                                                           |
| طريق السيار شرق-غرب الرابط بين الحدود الجزائرية الشرقية والغربية والمتجه من الحدود الشرقية مرورا ب عنابةو قسنطينة، الجزائر العاصمة، معسكرو تلمسان، إلى غاية الحدود الغربية |                                                                           |
| |                                                                           |
| الطول | 1720 كم                                                                   |
| الافتتاح | ديسمبر 2011                                                               |
| الاتجاه | شرق - غرب                                                                 |
| المدن الرئيسية | الجزائر العاصمة، عنابة، الحجار، وهران، تلمسان، قسنطينة، شلغوم العيد، سطيف |
| |                                                                           |

طريق السيار شرق-غرب (بالفرنسية:  Autoroute est-ouest)‏ هو مشروع طريق سيار في الجزائر أو ما يسمى بمشروع القرن، يبلغ طوله 1720 كم (مع الطرق الجانبية والمنشآت الفنية)، والذي يربط بين الحدود الغربية والحدود الشرقية مروراً بالمدن الجزائرية الكبرى مثل (من الغرب إلى الشرق) تلمسان ووهران والشلف والجزائر العاصمة وسطيف وقسنطينة و سكيكدة، وعنابة والطارف. وهو يعد من شبكة الطرق السيارة المغاربية. وسيتم تسليمه النهائي في جوان 2011 بعد الانتهاء من أشغال الجزء الشرقي.
يتم حالياً إنجازه على دفعة واحدة ومن المنتظر أن يكون جاهزا ومكتملاً في سنة 2011 وقد تم تسليم شطره الغربي في شهر مايو سنة 2010 وذلك قبل آجاله.

## أجزاؤه
- المقسم الغربي:
- ** الحدود الجزائرية المغربية - الشلف (359 كم في 2011) عبر تلمسان ووهران.
  - الممرات: 2 * 3
  - السرعة القصوى: 100 - 120 كم/سا.
  - عدد الجسور: 101.
  - عدد الجسور العملاقة: 06.
- المقسم الأوسط:
- ** الشلف - برج بوعريرج (169 كم في 2011) عبر الجزائر العاصمة.
  - الممرات: 2 * 3
  - السرعة القصوى: 100 - 120 كم/سا.
  - عدد الجسور: 85.
  - عدد الجسور العملاقة: 08.
  - عدد الأنفاق: 06.
- المقسم الشرقي:
- ** برج بوعريرج - الحدود الجزائرية التونسية (399 كم في 2011) عبر سطيف وقسنطينة وسكيكدة، وعنابة.
  - الممرات: 2 * 3
  - السرعة القصوى: 100 - 120 كم/سا
  - عدد الجسور: 179.
  - عدد الجسور العملاقة: 11.
  - عدد الأنفاق:05.

## المناقصة وبداية العمل
المناقصة
- مشروع الطريق السيار الذي اختار دفتر شروطه والمناقصة الدولية المحدودة التي أطلقت في 23 جويلية سنة 2005، المجمعين الصيني سيتيك-سيإرسي (CITIC-CRCC) والياباني كوجال (COJAAL) لإنجازه بعد تنافس أمريكي وفرنسي وألماني وبرتغالي، احترم القائمون عليه التفاصيل الدقيقة لقانون الصفقات العمومية، فخضع لمناقصة دولية محدودة، وبعد دراسة وتمحيص للعروض تم الإعلان عن نتائجها في 15 أفريل 2006 لتبرم عقود الإنجاز بصفة قانونية في 18 سبتمبر 2006.[1] ومجمع الياباني كوجال (COJAAL) والغرب من كافة المشروع للمجموعة الصينية والمكونة من شركتي سيتيك (CITIC) وسيإرسي (CRCC) على مسافة 169 كم للشركة الأولى و 359 كم للشركة الثانية بكلفة تبلغ 451 مليار دينار.[2]

مكاتب الدراسات
- وإن كانت مهمة الإنجاز قد أوكلت للمجمعين الصيني والياباني، فمهمة الرقابة والمتابعة أفضت فيها المناقصة لانتقاء مكتب دراسات كندي للمرافقة «ديسو سوبران» وآخرين للرقابة والمتابعة، وهي العملية التي جعلت شطر الغرب تحت رقابة مكتب فرنسي هو «سيتي رووت» وشطر الوسط تحت رقابة «أسنسي لافالن» الكندي أما شطر الشرق فيقع تحت رقابة «أناس إيتال كونسولت» وهو مجمع لأربعة مكاتب دراسات إيطالية.
- مكاتب الرقابة والمرافقة هذه استلمت مهامها في جوان 2006، وأصبحت مسؤولة على مدى الالتزام بمقاييس الجودة والنوعية إلى ما بعد الاستلام النهائي للمشروع بسنة كاملة.[3]

الأشغال

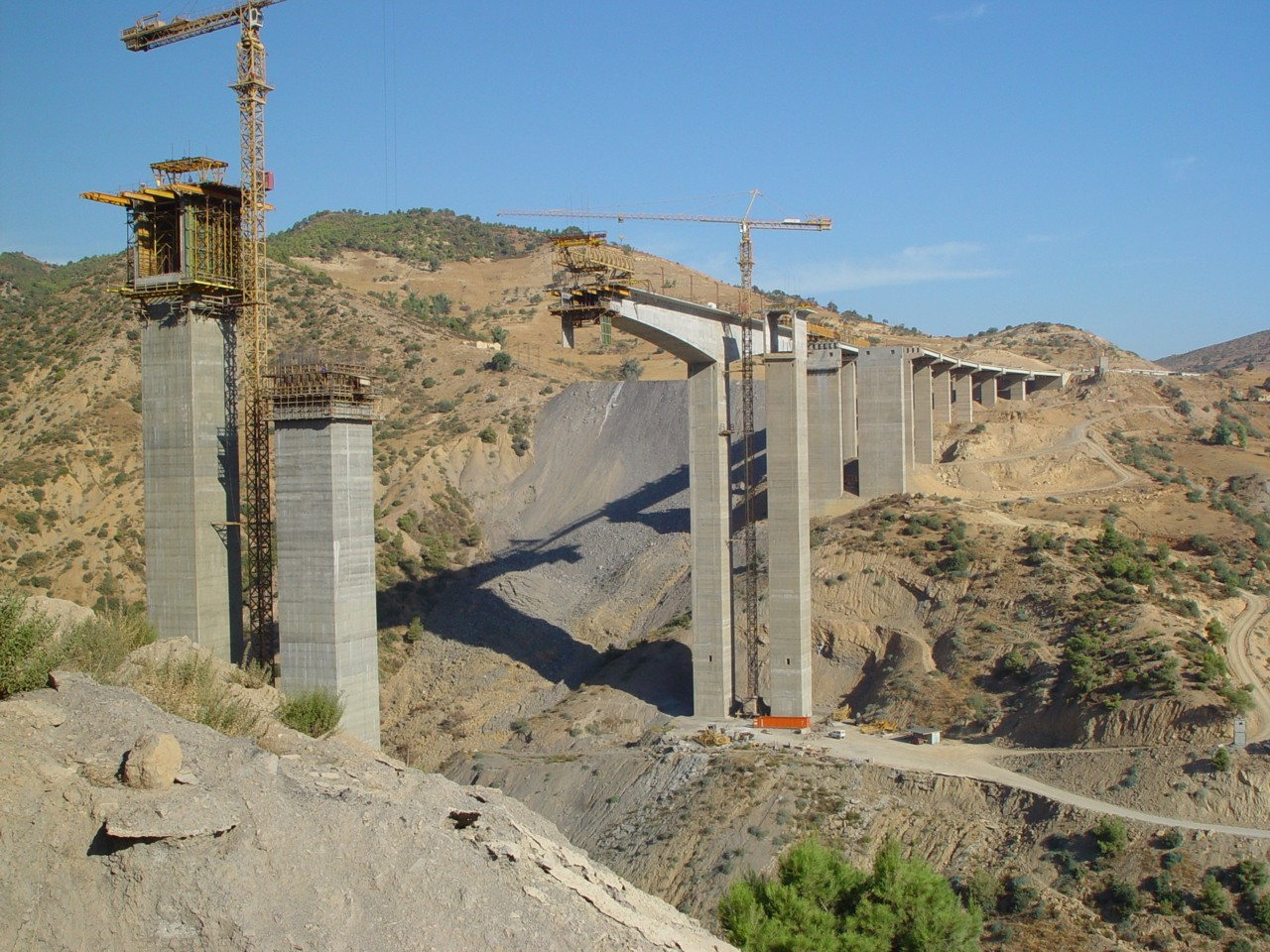
الأشغال على الطريق السيار شرق-غرب سنة 2008

- تعين على المجمعين الياباني والصيني إنجاز 1216 كم خلال 27 شهرا، وذلك بربط ولاية تلمسان بولاية الطارف مع تأمين المواصلات مع الأقطاب الرئيسية عبر اجتياز 32 ولاية، إضافة إلى ذلك، فإن باقي أقطاب التنمية التي تقع على الساحل وعلى الهضاب العليا سوف تؤمن المواصلات معها بنقاط توصيل الطريق السيار شرق ـ غرب بالشبكة الوطنية، وخاصة بفضل منافذ شمال ـ جنوب، مما يمثل طول إجمالي يقدر ب1700 كم.
- بدأت الأشغال يوم 18 سبتمبر 2006 ولكنه تعرض لمشاكل مناخية ومادية عدة كهطول الأمطار التي أثرت على عملية البناء وتم استكمال الجزء الغربي من الطريق قبل الأجال المحددة لسهولة شق الطريق عبر أرضه المنبسطة، وأما الجزء الشرقي وقع له تأخر في الإنجاز لصعوبة تضاريسه الموصوفة بالهشة تفاديا لحدوث انهيارات في المشروع الضخم، والتي أدت إلى تسييره ببطء حتى الانتهاء منه سنة 2011 رسميا.

اليد العاملة
- يعتبر الطريق السيار من المشاريع الكبرى التي تم فيه توظيف اليد العاملة الجزائرية وذلك رغبة من الحكومة في امتصاص البطالة وتلبية متطلبات الشباب حاملي الشهادات وذوي الخبرة الميدانية في بناء الطرقات والهندسة المعمارية، وتم الاتفاق على تقسيم اليد العاملة إلى 71% من الإطارات الجزائرية و 29% المتبقية منها لعمال الشركتين الفائزاتان في المناقصة الدولية وهما مجمع كوجال اليابانية ومجمع سيتيك الصينية.

## المحطات
محطات الخدمة

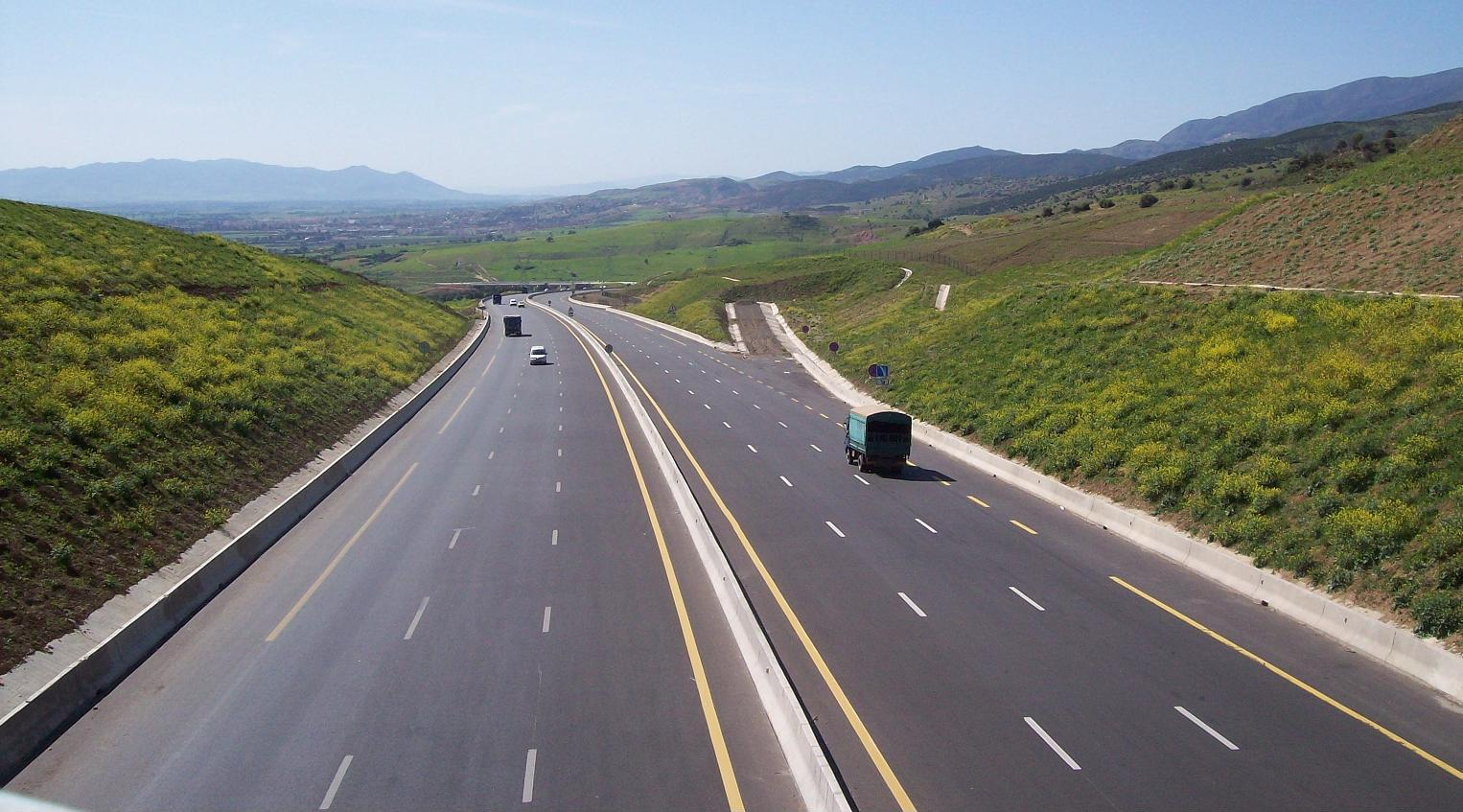
طريق السيار بين ولايتي الجزائر العاصمة والشلف

- إفتكت شركة نفطال الجزائرية الصفقة بعد إجراء مناقصة محلية ودولية لها، وهي عبارة عن محطات خدمات مجهزة على طول الطريق السيار لضمان الضروريات لمستعميله، وهي تتكون من 42 محطة خدمات التي تتضمن خدمات توزيع البنزين وفنادق ومطاعم وفضاءات للمعلوماتية وشبابيك للبنوك والبريد وجميع المرافق المعمول بها وفق المواصفات الدولية. والتي ستتكفل معظمها في استحداث من 200 ألف إلى 300 ألف منصب شغل دائم كفيل بالمساهمة في تقليص دائرة البطالة. وهذه المحطات ستضمن لزبناء الطريق السيار خدمات راقية مقابل موارد مالية ستضمن مداخيل إضافية للخزينة العمومية.

محطات الدفع
- محطات الخدمات هذه، ستعرف إقامة نقاط دفع رسوم عبور الطريق السيار ويبلغ عددها 55 محطة دفع منها 48 محطة يتم تنصيبها على المحولات، و 7 محطات سيتم إنجازها على طول الطريق السيار، منها المحطتان اللتان ستنصبان عند مدخلي الطريق السيار من الحدود الشرقية والغربية للجزائر، أو ما يعرف بحقوق الاستغلال، والتي ستشكل موردا آخر للخزينة يضاف للموارد التي ستوفرها محطات الخدمات، وفي هذا الشأن جدد الوزير غول طمأنة المواطن، مؤكدا أن خيار الدولة ينزع نحو اعتماد السعر الرمزي، الذي يتماشى مع القدرة الشرائية للمواطن.وتم اختيار نظام الدفع المغلق الذي يفرض على مستعملي الطريق الدفع مقابل المسافة المستغلة لا أكثر ولا أقل، مع ترك 103 كلم من الطريق مجانية الاستعمال وذلك على مستوى ولايات الجزائر ووهران وقسنطينة.
- يتم حساب هذه المسافة استنادا إلى التذكرة التي يتسلمها مستعمل الطريق عند محطة الدخول إلى الطريق السيار، ثم يقوم بدفع المقابل في محطة خروجه من هذا الطريق. أما في النظام المفتوح فيطلب من مستعمل الطريق دفع قيمة محددة لا تراعي حجم المسافة المستعملة.
- يعتمد في نظام الدفع المغلق الذي سيتم تطبيقه على الطريق السيار شرق - غرب، على سعر الكيلومتر من الطريق، غير أن هذا السعر يختلف بحسب نوعية العربات، وذلك انطلاقا من مبدأ من يضر أكثر يدفع أكثر، وبالتالي قيمة الكيلومتر بالنسبة للوزن الثقيل ستكون أكبر منها بالنسبة للسيارات الخفيفة، مع الإشارة في هذا الإطار إلى أن تحديد هذه القيمة لم يتم بعد، وذلك لكونه من صلاحيات الحكومة التي ينتظر أن تعتمد سعرا مدروسا يراعي القدرة الشرائية للمواطن من جهة، والمستوى الراقي والحضاري للخدمة التي يتيحها الطريق السيار المنجز وفق معايير ومواصفات دولية من جهة أخرى.
- تمتد المسافة المعفاة من الدفع على مستوى ولاية الجزائر إلى ولايتي بومرداس والبليدة، حيث يبدأ هذا المقطع المجاني من منطقة الشفة غربا إلى منطقة بودواو شرقا، بينما يشمل المقطع المجاني بولاية وهران كل المسافة التي يمتد عليها مدخل مدينة وهران من الطريق السيار والمقدرة ب23 كلم، في حين سيتم بالجهة الشرقية من الوطن ترك المقطع الممتد من عين سمارة إلى الخروب بولاية قسنطينة.[4]

المنشأت الفنية
- يتكون طول الطريق السيار من 400 كم من المنشآت الفنية التي تسهل عملية وجهات السيارات لمختلف المناطق، كما أنه يربط بالمدن والقرى القريبة من مساره مما يفتح المجال للاقتصاد بالتطور والازدهار في تلك المناطق التي كانت معزولة، وهي في المجمل عبارة عن محولات وجسور وأنفاق، وهي كالتالي:
  - 100 جسر عملاق
  - 700 جسر لربط المحور الرئيسي للطريق بالشبكة الحالية.
  - 400 ممر أرضي.
  - 1000 مجاري مائية.
  - 16 نفق طولي بمدى قدره 18 كم.

## وصلات خارجية
- مشروع الطريق السيار شرق غرب يسهم في التوظيف وإزالة الحواجز التجارية
- وزير الطاقة يدشن محطات لتوزيع الوقود بعين الدفلى